# Velčice
Velčice jsou obec na Slovensku ležící v okrese Zlaté Moravce v Nitranském kraji.

## Poloha a přírodní podmínky
Obec leží v severní části Žitavské pahorkatiny v dolině Čerešňového potoka a na jižních svazích Tribeče. Vlastní obec se rozkládá v nadmořské výšce kolem 224 metrů. Její katastr leží mezi 220 a 800 metry, podklad je tvořen diority, granodiority a křemenci, v jihovýchodní pahorkatinné části jíly a písky. Půdy převažují hnědé lesní. Většina katastru je zalesněna – v jihovýchodní části je zastoupen dub, bříza, habr, jilm, ve vyšších polohách na severozápadě buk, bříza, smrk a borovice.

## Historie
První písemná zmínka pochází z roku 1232 jako Welchez, později se objevuje pod názvy Welchuch (1270), Welczicze (1773), maďarský název je Velsic, Velséc. Obec patřila v roce 1270 panství hradu Tekov, později panství Jelenec a panství Zlaté Moravce. Obyvatelé se živili tradičně především zemědělstvím a lesním hospodářstvím, v 19. století zde pracovala papírna a sklárna.

## Pamětihodnosti
- římskokatolický barokní kostel Nejsvětější Trojice z roku 1719